# Mysideis insignis
Mysideis insignis is een aasgarnalensoort uit de familie van de Mysidae. De wetenschappelijke naam van de soort werd in 1864 voor het eerst geldig gepubliceerd door Georg Ossian Sars.